# Uomo qualunque (personaggio)
L'uomo qualunque (in inglese everyman) è una tipologia di personaggio ricorrente nella narrativa. Si tratta di un individuo ordinario e umile, generalmente protagonista o comprimario, la cui condotta positiva e "normale" favorisce l'identificazione del pubblico.

## Usi narrativi
Un uomo qualunque ha una caratterizzazione tale affinché la maggior parte del pubblico possa immedesimarsi facilmente in lui; sebbene si trovi davanti ostacoli e avversità tipici di quelli affrontati dagli eroi archetipici, mentre questi ultimi sanno reagire prontamente con coraggio, l’uomo qualunque in genere cerca di evitarli o reagisce in modo ambivalente. Quando l’uomo qualunque mostra dinamicità e profondità nella sua caratterizzazione, solitamente è il protagonista, mentre è un personaggio secondario o di supporto se è statico e mostra poca personalità.
Soprattutto nella letteratura, viene utilizzato spesso un narratore per esporre gli eventi; esso può essere definito in diverse storie un “narratore qualunque”, in quanto non attira l’attenzione dei personaggi e degli stessi lettori, così che la narrazione emerga dal mondo della storia. Questo metodo può essere usato anche nei film; il musical Evita è raccontato da un uomo qualunque di nome Ché, onnipresente nella storia, capace di rompere la quarta parete per rivolgersi direttamente al pubblico.

## Esempi
- Il narratore da Fight Club (libro e film).[5]
- L'Uomo Comune dell'opera teatrale Un uomo per tutte le stagioni di Robert Bolt (1960).
- Bud Baxter nel film L'appartamento di Billy Wilder (1960).[6]
- Leopold Bloom da Ulisse di James Joyce.[7]
- Emmet Mattonowski da The LEGO Movie (2014) e The LEGO Movie 2 - Una nuova avventura (2019).[8]
- Charlie Brown nei fumetti dei Peanuts di Charles Schulz.[9]
- Jackie Chan nei film d'azione di Hong Kong.[10]
- Ché nel musical Evita di Tim Rice e Andrew Lloyd Webber.[3][4].
- Christian nel libro Il pellegrinaggio del cristiano di John Bunyan[11]
- Arthur Dent nei romanzi di Douglas Adams Guida galattica per autostoppisti.[12]
- Doug Funnie nella serie animata Doug.
- James Gordon dai fumetti della DC Comics.[13]
- Gene Hackman nel film Colpo vincente.
- Jim Halpert della serie televisiva The Office.[14]
- Jonathan Harker dal romanzo Dracula di Bram Stoker.[15]
- Arthur Hastings dai romanzi di Hercule Poirot di Agatha Christie.
- George Jetson dalla serie I pronipoti.[16]
- Will Kane in Mezzogiorno di fuoco.[17][18]
- Jacob Kowalski dalla serie di film di Animali Fantastici[19].
- Stan Marsh nella serie animata South Park[20].
- Marty McFly nella trilogia di Ritorno al futuro[21].
- Walter Mitty in I sogni segreti di Walter Mitty.
- Harry Mason e James Sunderkand in Silent Hill e Silent Hill 2.
- Ted Mosby della serie How I Met Your Mother[22][23].
- Jack Ryan nei libri di Tom Clancy e nei film[12].
- Winston Smith in 1984 di George Orwell[24].
- John Watson dalle storie di Sherlock Holmes.
- Philip J. Fry nella serie animata Futurama.